# Pedernales (Cabo Rojo)
Pedernales es un barrio ubicado en el municipio de Cabo Rojo en el Estado Libre Asociado de Puerto Rico. En el Censo de 2010 tenía una población de 4636 habitantes y una densidad poblacional de 196,94 personas por km².

## Geografía
Pedernales se encuentra ubicado en las coordenadas 18°3′3″N 67°10′34″O / 18.05083, -67.17611. Según la Oficina del Censo de los Estados Unidos, Pedernales tiene una superficie total de 23.54 km², de la cual 19.27 km² corresponden a tierra firme y (18.13%) 4.27 km² es agua.

## Demografía
Según el censo de 2010, había 4636 personas residiendo en Pedernales. La densidad de población era de 196,94 hab./km². De los 4636 habitantes, Pedernales estaba compuesto por el 77.05% blancos, el 3.8% eran afroboricuas, el 0.22% eran amerindios, el 0.04% eran asiáticos, el 0.04% eran isleños del Pacífico, el 15.66% eran de otras razas y el 3.19% pertenecían a dos o más razas. Del total de la población el 97.97% eran hispanos o latinos de cualquier raza.